# 横山ルリカ
横山 ルリカ（よこやま ルリカ、1991年9月27日 - ）は、日本の女性タレント、キャスター、ポップシンガー。神奈川県出身。プロダクション尾木所属。
元「アイドリング!!!」の創設メンバー。

## 略歴

### 新人時代（2003年 - 2005年）
年少時より高い身長を生かし、小学校5年生の時にモデル募集に応募して合格する。
2003年、小学校6年生時にスカウトを受け、現在の事務所に所属。
2004年1月、バラエティ番組『SDM発i』にレギュラー出演。
2005年8月10日、高見沢俊彦プロデュースの女性アイドルユニット「Doll's Vox」の一員としてCDデビュー。

### アイドリング!!!時代（2006年 - 2015年）
2006年
10月、アイドル番組『アイドリング!!!』にレギュラー出演を開始し、同番組から女性アイドルグループ「アイドリング!!!」が発足、9号として活動を開始。グラビアや舞台などソロ活動も並行して行う。
2007年
6月、『愛すべき人』でテレビドラマに初出演。
2008年
4月、スピンオフドラマ『ごくせんスピンオフ!』に出演。
11月、1st写真集『るりいろ』を刊行。
2009年
10月、1stDVD『Four Seasons』をリリース。
2010年
1月、バラエティ番組『エンタ!SELECTION』にレギュラー出演。
3月、2nd写真集『RURIKA 430days.』を刊行。
4月、舞台『100LIFE』で初主演。明治学院大学に入学。
6月、初の冠番組『ルーリーうめ子のなんでもやります課???』の放送開始。
10月、2ndDVD『Traveling』をリリース。
2011年
5月、出演した映画『喧嘩番長 劇場版〜一年戦争』が公開。
11月、東日本大震災 復興支援スペシャルドラマ『キボウノミチ』にてドラマ初主演。
12月、3rdDVD『Coloring』をリリース。
2012年
5月、出演した映画『骨壺』が公開。
10月、情報番組『渋谷LIVE! ザ・プライムショー』にレギュラー出演。4thDVD『Dateling!!!』をリリース。
2013年
6月19日、「FlyingStar Records」から、前山田健一がプロデュースした1stマキシシングルCD「Walk My Way」でソロデビュー。
7月、大型アイドルフェス『TOKYO IDOL FESTIVAL 2013』にソロアーティストとして出演。
8月、5thDVD『晴れのち瑠璃色』をリリース。
9月、ファッションショー『Girls Award 2013A/W』にモデル出演。
10月、2ndシングル「Your Voice,My Life」をリリース。
11月、冠番組『横河放課後学習塾』の放送開始。
2014年
2月、3rdシングル「メガラバ」をリリース。
3月、「NAGOYA BEAUTY LIVE 2014」に出演。明治学院大学を卒業。1stアルバム『ラピスラズリ』をリリース。
6月、「CJビクターエンタテインメント」レーベルに移籍し、4thシングル「瞬間Diamond」をリリース。ソロデビュー1周年記念イベントを行う。
7月、音霊SEA STUDIOライブ『KAWAII 2014』に出演。
8月、夏サカス2014イベント『横山ルリカ Summer Live inデリシャカス』、アイドリング!!!「渋はちライブ」横山ルリカ プロデュース公演を開催。24時間テレビ 「愛は地球を救う」チャリティーライブに参加。
9月、中央競馬情報番組『競馬予想TV!』にレギュラー出演。26日、22歳最後の日に、自身初のフルコンサート『横山ルリカ プレワンマンライブ』を開催する。翌日の誕生日には、出演した映画『アルプス女学園』が公開。
10月、情報番組『チャンネル生回転TV Allザップ!』にレギュラー出演。
2015年 アイドリング!!!卒業
1月、『大阪長居ハートフルマラソン』に出場し、5枚目のシングル発売予定を発表。
5月、5thシングル「七色のプリズム」をリリース。発売を記念した、スペシャルライブを開催。
7月、音霊SEA STUDIOライブ『ハダケテ2015'』に出演。
8月、夏サカスイベント『横山ルリカ Live inデリシャカス』を2年連続で開催。フジテレビONEの契約件数500万件突破記念の代表として神宮球場で行われたヤクルト対阪神戦で始球式を行う。『24時間テレビ 「愛は地球を救う」』チャリティーライブに2年連続で参加。
9月、誕生日に来年度カレンダー発売記念も兼ねた、バースデーイベントを開催し、6thシングルの年末リリースを公表。
10月、結成当初から在籍した「アイドリング!!!」を卒業。

### ソロ活動以降（2015年 - 現在）
11月、フジテレビのアナウンススクール「アナトレ」を受講。
11月、音霊winterライブ『WE LOVE YOU』に出演。
12月、6thシングル「SHUT YOUR MOUTH!!!!!!」を発売して記念イベント『スペシャルリクエストライブ』と『クリスマスイブ・スペシャルライブ』を開催する。
2016年
1月、サンケイスポーツ日曜版『競馬重賞予想コラム・ルリカの当たりますよ〜に!!!』の連載開始。
4月、情報番組『めざましテレビ』のリポーターに就任。
6月、ソロデビュー3周年を迎え、やついいちろう主催音楽イベント『YATSUI FESTIVAL! 2016』に出演。
7月、出演映画『トイレの花子さん新章 〜花子VSヨースケ〜』が公開。
8月、大型アイドルフェス『TOKYO IDOL FESTIVAL 2016』にソロシンガーとして参加。元同僚・倉田瑠夏（Booing!!!）の生誕祭ライブ『LUKA 20th Anniversary Festival.』に出演。
9月、地元・横浜市の警察一日署長を務め、交通安全をPR。
11月、約2年半ぶりの2ndアルバム『ミチシルベ』をリリース。
12月、元同僚・橘ゆりかの生誕祭イベント『YURICAL FES 2016』に参加し、遠藤舞やBooing!!!と共演。主催イベント『クリスマス・スペシャルライブ』を開催。
2017年
1月、自身の愛称を冠した競走馬「サトノルーリー」（牝・ディープインパクト産駒）が中央競馬に馬名登録。
4月、サンケイスポーツ『サンスポZBAT!』イメージキャラクターに就任。
8月、明治学院大学卒業後 初めて母校のイベントに出演し、同じOBである戦場カメラマン・渡部陽一と共演。
9月、主催生誕祭「26th Birthday Event」を開催。
11月、e-Sportsの祭典『Tokyo E-sports Festival』に参加し、2年ぶりにアイドリング!!!OGの名義でライブステージに立つ。
2018年
この年は、おもに数多くの競馬関連プログラムで活動する。
11月、自身のカレンダー発刊が10年目を迎え、発売記念イベントにて1年ぶりにファンと交流。
2019年
5月、JRA-VANの企画「POG'19ペーパーオーナーゲーム」に参戦開始。
8月、アイドルの祭典『TOKYO IDOL FESTIVAL』の10周年企画として「アイドリング!!!」が4年ぶり1日限りの復活を果たし、個人では3年ぶりに参加。
2020年
4月、約6年ぶりのレギュラーラジオ番組『TOKYO TEPPAN FRIDAY』の放送開始。
6月、競馬番組『KEIBAプレミア』にて初の競馬中継キャスターに就任。
10月、古巣アイドリング!!!最後の同窓会番組『バカリズム特番』に参加。
2021年 - 2022年
2021年3月、5年間レギュラー出演した情報番組『めざましテレビ』を卒業。翌4月より新番組『めざまし8』に異動し、情報キャスターに就任。
2022年以降は、サッカーやゴルフなどスポーツ番組にも進出している。4月、かつて自身の愛称を冠した繁殖牝馬サトノルーリーの初仔の命名者となり、「サトノラピス」（牝・サトノクラウン産駒）として中央競馬に馬名登録。5月、新型コロナウイルスの感染を報告。ただし無症状で重症化の恐れはなく自宅療養に努めた。9月、コロナ禍以降、約3年ぶりに競馬場イベント出演を再開。10月、地元・横浜市の警察一日署長を6年ぶりに務め、「安全・安心まちづくり旬間」の出陣式に参加。
2023年 - 2024年
6月、新番組『ダート競馬JAPAN』のMCを担当。さらに翌2024年2月より、出演中のレギュラー番組『競馬予想TV!』にて代理MCに起用。

## 人物
本名「ルリカ」の由来は、宝石ラピスラズリの和名・瑠璃（るり）から。愛称は「ルーリー」、名付け親は所属事務所の同僚・小嶋陽菜。
趣味は、競馬・ドラマ観賞・神社仏閣巡り。特技は、イラスト・ピアノ・ドラム・水泳・ダンス・どんなに回転しても目が回らない。英語検定準2級・数学検定4級・漢字検定2級・アンガーマネジメント（ベーシック）を取得している。正座が苦手。敬愛する芸能人は、望月理恵など。
北海道出身である母方の曾祖父がロシア系という事もあり、生まれつき瞳が茶色く、手足の長さと共にチャームポイントとなっている。弟が1人いる。
猫（ラグドール）を飼っていた、名は「ルキ」 。亡くなるまでの15年間、家族同様に暮らした想いを吐露している 。
大学に入学した2010年4月からブログを開設しており、2019年7月まで毎日休まずに更新していた。以降は不定期に掲載している。文末で「がんばるDay♪ちゃお」と締めるのが特徴。
- 学歴

小学校から高校まで吹奏楽部に所属し、音楽教室でドラムを習っていた。高校は当初地元の公立高校に通っていたが、芸能活動との両立のため日出高校（現在の目黒日本大学高校）の通信制に転入した。学校紹介のウェブサイトで卒業生代表として掲載されており、2012年度は在校生代表としてアイドリング!!!の後輩である後藤郁も掲載されていた。
2010年4月、明治学院大学社会学部に入学。学業と芸能活動の両立は厳しかったらしく、単位を落としそうな学生の最有力だった事を『ダウンタウンDX』で語っていた。2014年3月18日に卒業したその同日に、Doll's Vox時代のプロデューサーである高見沢俊彦（THE ALFEE）も、同校の名誉卒業式を迎えていた。
- 芸能界入り

プロサッカー選手・宮本恒靖のファンであった母親と共に、彼のフレームがあったプリクラ機で撮影するために原宿を訪れ、トイレを利用するために立ち寄ったラフォーレ原宿で、現事務所からスカウトされた。長身のために「15歳ぐらいですか?」と尋ねたスカウトに母親が「12歳です」と答えて驚かせた。

### エピソード
大人になるまで自転車に乗れなかった。乗れそうになった幼少時に、自転車ごと1回転するという事故を起こし、それ以来ハンドルを握らなくなった。しかし、レギュラー出演していた『ルーリーうめ子のなんでもやります課???』の企画でトライアスロンに挑戦。バイク20kmを完走した。後年には、また乗れなくなったと答えている。
機械の扱いが不得手でガラケーの利用歴が長かった。2014年春頃からiPhoneに切り替えたが、スマホにしてしまうとLINEを利用したアイドリング!!!メンバー間のコミュニティに入らねばならず「細かく交信するやり取りがいちいち面倒くさくなりそうなので、スマホは我慢していた」と説明した。
- 所属事務所同世代

小嶋陽菜（AKB48）は、横山を一番好きなアイドリング!!!メンバーに挙げており、Team Ogi祭りやAKBアイドリング!!!で共演している。そのアイドリング!!!には、河村唯が追加メンバーとして加入し、同グループ活動終了まで共演した。

### 音楽関連
2013年春から、女性ポップシンガーとしてソロ活動を開始している。ソロデビュー決定の報を聞かされたのは、在籍していたアイドリング!!!のライブ公演の場で。サプライズの形式で聞かされたため、感激のあまり涙している。しかし当初本人は、必ずしもソロデビューに肯定的ではなかった為、嬉しさと不安で複雑な気持ちだった。
ソロで初めて所属したビクターエンタテインメント傘下のレーベル「FlyingStar Records」は、ロック・ミュージックを主体としている為、アイドル・ポップス畑の横山が所属するのは異色だった。その後、2014年4月に合弁新設されたレーベル「CJビクターエンタテインメント」へと移り、4thシングル「瞬間Diamond」でリリース第一弾の所属アーティストとなった。
学生時代からドラム演奏の経験があり、アイドリング!!!在籍時代のライブ公演などで何度か披露している。また、同ラストライブで和太鼓の実演経験もあり、ドラムの特技を活かすため据置形を要望したエピソードがある。
- 歌唱力

歌唱力については、アイドリング!!!時代初期の頃は及第点のレベルだったが、トレーニングを重ねるうちビブラートを効かせるパワフルな歌唱スタイルに上達した。ただしそれが、柔らかいタッチの楽曲を歌う際には弊害にもなり、「抑えながらバランスを取るような歌い方の場合は苦戦した」と明かしている。アイドル界隈に造詣が深いギタリスト マーティ・フリードマン（元メガデス）は、「アイドル風ともJ-POP系とも違う、オリジナルの歌声を持っている」と評している。
- 作詞

自身の1stアルバム内で、作詞を初めて手掛けた。以来作品毎で提供を続けており、2016年にはバラードの作詞を中心に、活動に力を入れたいと述べている。同年にリリースした自身の2ndアルバム『ミチシルベ』では、初めて表題曲を書き上げた。
- ヒャダイン

横山は、1st・2nd・6thシングルのプロデュースを担当した前山田健一（ヒャダイン）の事を、普段は「健一さん」と呼ぶ。「洞察力があって、繊細で女性っぽい」と評している。その前山田は、小出祐介（Base Ball Bear）と2012年に対談した際、「アイドルで歌上手い人は誰?」という話題で両者ともまず「遠藤舞」、そして「横山ルリカ」の名を挙げたと、小出のラジオ番組に遠藤がゲスト出演した際に語っている。当時はアイドリング!!!に関わりの無かった両名が、奇しくも前山田が横山、小出が遠藤のデビュー曲を担当する結果となった。
前山田は横山について、「容姿端麗で、歌の素質もパーフェクトなイメージ。ただし、綺麗と上手いの組み合わせはデメリットにもなるので、真っ当な路線では戦えない。あえて奇妙・奇天烈なスタイルで、歌唱力を生かすべき」と述べている。

### 競馬関連
2014年9月から、中央競馬の情報番組『競馬予想TV!』で9代目アシスタントに就任し、初めてスポーツ番組MCを務めることになった。オファーによる人事ではなく、選考オーディションを勝ち抜いての採用だった。競馬は素人であったが、最終オーディションに向けてかなり勉強したらしく、番組制作側からは「アイドルとか容姿での判断ではなく、競馬に挑む意識が非常に高かったから」と努力の姿勢を評価されての抜擢だったため、嬉しさのあまり感泣している。そして、かつて『アイドリング!!!』でお世話になった番組プロデューサーの門澤清太と また共に仕事をする事になり、門澤も激励と期待を寄せている。
その後、ほかの競馬番組や関連プログラムにも、出演する機会が増加した。本人はギャンブル性よりも「競馬に関わる様々なドラマに惹かれた」と述べている。思い入れのある競走馬は、ゴールドシップ（GI・6勝)・キズナ（ダービー馬)・サトノダイヤモンド（GI・2勝）など。

#### サトノルーリー
2016年晩秋、仕事の取材を通じて面識のある中央競馬の有力馬主・里見治オーナーの計らいで、所有するサトノノブレスの全妹（ディープインパクト産駒）に自身の愛称である"ルーリー"が名付けられ、「サトノルーリー」として馬名登録される事が決まった。本人は感激とプレッシャーのあまり「良血すぎて吐きそう（嗚咽しそう）です」と感泣している。その血統は、牝系ファミリーナンバーが自身にも馴染み深い番号の9号族でもある。
結果は、馬体重が400kgにも満たないかなりの小柄なタイプで、相対的ハンデが余りにも大きかった。そのため未勝利に終わってしまったが、本人は「未勝利を脱するのが、いかに難しい事なのかを痛感した。サトノルーリーの出会いから競馬に関わる多くを学んだ」と明かしている。引退後は、レイクヴィラファームにて繁殖入り。

#### サトノラピス
サトノルーリーの初仔（牝・サトノクラウン産駒）。自身が命名者として「サトノラピス」と名付け、中央競馬に馬名登録された。『ラピス』の由来は、敬愛する競走馬サトノダイヤモンドの宝石の名にあやかり、自身の名ルリカの由来である瑠璃（るり）の宝石名ラピスラズリから連想した。

## グループ活動

### Doll's Vox関連
自身が初めてレギュラー出演したバラエティ番組、『SDM発i』の企画から派生したアイドルユニット「Doll's Vox」に参加した。プロデューサーは高見沢俊彦（THE ALFEE）が担当し、2005年夏にシングルデビューしている。著名な同僚には、大島優子・森絵梨佳・近野成美・鉢嶺杏奈らが在籍していた。
CDデビューして以降の活動は1年にも満たなかったが、本人は「メンバーそれぞれ本業と掛け持ちしており、最後には集合が困難となって自然消滅した」と明かしている。

### アイドリング!!!関連
- 1期生 / 9号

アイドリング!!!ナンバーは9号、イメージフラワーは「ユリ」。歴代メンバーの内、加藤沙耶香・小泉瑠美・遠藤舞・江渡万里彩・滝口ミラ・外岡えりか・谷澤恵里香・フォンチーと同期であった。
アイドリング!!!オーディションに、馬九頭の描かれた「うまくいく」お守りを持って来ていたが、合格して偶然「9号」に選ばれた事から、9という数に大きな縁を感じているという。また、公式ブログでは、「9号」に掛けて「〜い【9】」（〜いく）、「【9】イズ」（クイズ）などと表記することもある。2014年9月から出演している『競馬予想TV!』では、「うま9いくデータ!!!」という予想データのタイトルに採用されている。
- 愛称 / キャラクター

愛称は「ルーリー」。結成初期の頃は「ルリルリ」や「ルリンコ」などの設定もあったが、定着せずに廃れている。メンバーの殆どは「ルリカ（さん・ちゃん）」と呼ぶ。
歌唱力の高いメンバーの1人であり、1期生のみの時代から遠藤舞・外岡えりかと共に、楽曲の中核を務めていた。正統派でクールなイメージにみられるが、実像はさっぱりしていて気さくな所もあり笑い上戸だった。また、不得意な事柄には不器用なタイプで、それを反復を重ねる努力で克服していくストイックな面がある。容姿も端麗とされる一方、「私服がださい」「雑」「天然」などの面が、しばしばメンバーから指摘されていた。自らはその性格について、「適当で男っぽい」と評している。
- 優等生キャラ / 容姿

中学生だった開始当初は、年齢の割に高い身長と大人びたルックスであった為、番組MCのバカリズム升野からは「実は短大生では?」と、女子大生キャラにされ、番組内の勉強企画でMCを任されたりしていた。また、度々正統派や優等生扱いされ、メンバー内では歌もダンスもうまく「何でもできる」キャラ付けもされていた。しかし、それとは対照的なキレキャラを演じることも多かった。
身長168cm（当時）は、グループで一番の長身である。加入直後はコンプレックスであったが、アイドリング!!!の担当アナウンサーだった、自分より長身の森本さやか（177cm）の話を聞き、前向きな気持ちになったという。それでもプライベートでは、ハイヒールの類は履かないと述べている。
- メンバーとの関係

歴代メンバーの内、河村唯・清久レイア（2014年末に芸能界引退）は同じ事務所に所属。河村は事務所の後輩でありながら、年齢が2つ上の歪な関係である為、当初は互いに気を使い「唯ちゃん・河村さん」、「ルリカちゃん」と呼び合っていた。2010年から共演した冠番組などがあり、個人活動の付き合いも長かった。
同期で同い年の外岡えりかとは付き合いが最も長く、「とんるり」と称されてペアを組み、いくつかの楽曲もリリースしている。
家族との団欒を大切にしているため、自宅には早期に帰宅したがるようで、あまりメンバーとの交流は活発ではない。メンバーと会うにしても、相手の家に上がるのは苦手で、外で交流を持つことが多いと語っている。

#### アイドリング!!!卒業
2015年10月末日、アイドリング!!!の活動終了と同時にグループを卒業した。結成から終了までの9年間在籍し、シングル22枚・アルバム7枚参加などの実績を残している。レギュラー番組『アイドリング!!!』にも同期間1200回以上出演した。アイドリング!!!の歴代メンバーとしては同期の外岡えりかと共に結成から終了まで在籍していた数少ないメンバーである。
グループの活動終了については、真相を知ったのが外部のリーク情報からだったため（日刊スポーツがスクープした）、「メンバー内では、最も立腹して悲しんだ」と明かしている。
- 卒業コメント

「加入当初は存在価値を発揮できず、思い悩んでいた」と述べている。また、「加入以前は、出来ない事はしない主義だった。それが活動を通じて、一所懸命になれない事、楽しめない事が損だと気付かされた。何でも継続する大事を学んだ」と語った。グループについて、「15歳で活動を始めたため、学生時代を満喫できなかった。同世代の恋愛などとも無縁で、多くの我慢を強いてきた」と漏らし、「しかし、アイドリング!!!に青春の全てを捧げた事は良かった。人間性を学び人生を変えてくれた。グループに入っていなかったら、芸能活動は辞めていただろう」と心中を語っている。そして、「アイドリング!!!は私の宝物。横山ルリカは全てアイドリング!!!でできている。ここまで創り上げてくれた関係者には、感謝の気持ちで一杯」だと感謝の念を述べている。
楽曲について、「アイドリング!!!のこれまでの楽曲が、このまま風化していくのは惜しいので、自分が（ソロで）歌い継いでいきたい」と、意欲を述べている。

## 作品
音楽関連のリリース元は、ビクターエンタテインメント。

### シングル
| 発売順 | リリース日     | タイトル              | 最高 週間 順位 | 販売形態                          | 商品コード                                     | 備考                                                                  |
| ------ | -------------- | --------------------- | -------------- | --------------------------------- | ---------------------------------------------- | --------------------------------------------------------------------- |
| 1st    | 2013年6月19日  | Walk My Way           | 12位           | CD CD+DVD                         | VICB-35052 VICB-35053 VIZB-42 VIZB-43          | 通常盤A 通常盤B 初回限定盤A 初回限定盤B                               |
| 2nd    | 2013年10月9日  | Your Voice,My Life    | 9位            | CD CD+DVD                         | VICL-36833 VICL-36832 VIZL-582 VIZL-583        | 通常盤 スペシャルプライス限定盤 初回限定盤A 初回限定盤B               |
| 3rd    | 2014年2月5日   | メガラバ              | 15位           | CD CD+DVD CD+ブックレット         | VICL-36870 VICL-36873 VIZL-631 VIZL-632        | 通常盤 トリコ盤 初回限定盤A 初回限定盤B                               |
| 4th    | 2014年6月18日  | 瞬間Diamond           | 17位           | CD CD+DVD                         | VUCJ-30001 VUZJ-1 VUZJ-2 VUZJ-3                | 通常盤 初回限定盤A 初回限定盤B 初回限定盤C                            |
| 5th    | 2015年5月13日  | 七色のプリズム        | 20位           | CD CD+DVD CD+ブックレット PlugAir | VUCJ-30007 VUZJ-24 VUZJ-25 VUZJ-26 CJVMD-20001 | 通常盤 初回限定盤A 初回限定盤B 初回限定盤C Loppi・HMV限定PlugAir ver. |
| 6th    | 2015年12月16日 | SHUT YOUR MOUTH!!!!!! | 19位           | CD CD+DVD CD+ブックレット         | VBCJ-30003 VBZJ-4 VBZJ-5 VBZJ-6                | 通常盤 初回限定盤A 初回限定盤B 初回限定盤C                            |

### アルバム
| 発売順 | リリース日     | タイトル     | 最高 週間 順位 | 販売形態                                   | 商品コード                    | 備考                             |
| ------ | -------------- | ------------ | -------------- | ------------------------------------------ | ----------------------------- | -------------------------------- |
| 1st    | 2014年3月19日  | ラピスラズリ | 36位           | CD CD+DVD CD+フォトブック+タオル (BOX仕様) | VICL-64143 VIZL-653 VIZL-654  | 通常盤 初回限定盤 完全生産限定盤 |
| 2nd    | 2016年11月30日 | ミチシルベ   | 45位           | CD CD+DVD+フォトブック (BOX仕様)           | VBCJ-60005 VBZJ-30 VICL-64936 | 通常盤 初回限定盤 再発盤         |

### 作詞
- 「Re-Start」(1stアルバム『ラピスラズリ』初収録)
- 「初めての恋」(4thシングル「瞬間Diamond」c/w)
- 「紫陽花」(5thシングル「七色のプリズム」c/w)
- 「プレゼント」(6thシングル「SHUT YOUR MOUTH!!!!!!」c/w)
- 「ミチシルベ」(2ndアルバム『ミチシルベ』初収録)
- 「いつかまた会えるその日まで」(2ndアルバム『ミチシルベ』初収録)

### 映像
イメージビデオ
- Four Seasons（2009年10月23日、イーネット・フロンティア)
- Traveling（2010年10月、イーネットフロンティア)
- Coloring（2011年12月、イーネットフロンティア)
- Dateling!!!（2012年10月31日、イーネット・フロンティア)
- 晴れのち瑠璃色（2013年8月30日、イーネット・フロンティア)

### 写真集
- るりいろ〈TOKYO NEWS MOOK〉（2008年11月27日、東京ニュース通信社、撮影：木村智哉) - ISBN 978-4863360334。
- RURIKA 430days.（2010年3月31日、スクウェア・エニックス、編集：ヤングガンガン編集部) - ISBN 978-4757528369。[119]

### タイアップ
| 楽曲名                | タイアップ先 | 収録作品                  |
| --------------------- | --- | ------------------------- |
| Walk My Way           | 日本テレビ系「ミュージックドラゴン」POWER PLAY 福岡放送「ナイトシャッフル」エンディングテーマ ファッション誌『sweet』2013年8月号CMソング                                                           | 「Walk My Way」           |
| 街のアカリ            | ハウステンボス「夏の光の王国」CMソング | 「Walk My Way」           |
| Your Voice,My Life    | テレビ朝日系「musicるTV」2013年10月度マンスリーアーティスト | 「Your Voice,My Life」    |
| White Diary           | 日本テレビ系「NNNストレイトニュース」ウェザーテーマ | 「Your Voice,My Life」    |
| メガラバ              | CX系TVアニメ『トリコ』エンディングテーマ | 「メガラバ」              |
| 瞬間Diamond           | テレビ東京系TVアニメ『テンカイナイト』エンディングテーマ | 「瞬間Diamond」           |
| 七色のプリズム        | 日本テレビ系『バズリズム』2015年5月度POWER PLAY テレビ愛知『a-ha-N』2015年5月度POWER PLAY 南海放送『ヒ・ト・ミ目線』2015年5月度エンディングテーマ                                                  | 「七色のプリズム」        |
| SHUT YOUR MOUTH!!!!!! | 日本テレビ系『PON!』2015年11月度エンディングテーマ TOKYO MX『ディープJルーム』2015年12月度エンディングテーマ @FM『メガコンDJおねだりミュージック・アワー』2015年12月度マンスリーエンディングテーマ | 「SHUT YOUR MOUTH!!!!!!」 |

## 出演

### 競馬関連
テレビ
- 競馬予想TV!（2014年9月13日 - 、フジテレビONE） - アシスタントMC[注 3]
- 競馬血統研究所（2015年7月 - 2018年12月、フジテレビONE） - 研究員
- 競馬予想フェスティバル 2015（2015年11月27日、BSスカパー!/グリーンチャンネル） - 後編MC
- スマイル競馬（2014年12月・2015年12月、新潟総合テレビ）
- フジテレビ系列競馬中継（2015年から） - 週替わり出演（2020年以降、夏競馬開催中は「KEIBAプレミア」MC専任の為、「KEIBAプレミア」以外の競馬中継番組は、基本的に秋から春までの出演となる。）
  - みんなのKEIBA（フジテレビ系）
  - KEIBA BEAT（関西テレビ（カンテレ）/テレビ西日本） - BEATファミリー
  - NSTみんなのKEIBA（NST新潟総合テレビ）
  - KEIBAプレミア（北海道文化放送） - メインMC（2020年6月14日 - ）
  - BS スーパーKEIBA（BSフジ）
  - 地方競馬中継
    - 東京大賞典2019（2020年12月29日、フジテレビ / BSフジ） - リポーター
    - 東京大賞典2020（2020年12月29日、フジテレビ / BSフジ） - リポーター
    - 東京大賞典2021（2021年12月29日、フジテレビ系 / BSフジ） - リポーター
    - ダート競馬の祭典 JBC2022（2022年11月3日、BSフジ） - MC
    - ダート競馬の祭典 JBC2023（2023年11月3日、BSフジ） - リポーター
- ブラマヨの競馬王国 有馬記念SP（2016年12月19日 - 22日、関西テレビ） - 帯企画
- CLIMAX2016 東京大賞典（2016年12月、TOKYO MX）
- ガチンコ馬券オークス（2017年4月23日、グリーンチャンネル）
- 馬好王国〜UmazuKingdom〜（2017年9月・12月、2018年ほか、フジテレビ）
- 千鳥&銀シャリの有馬記念 温泉満喫ツアー（2017年12月20日、関西テレビ）
- 俺たち日本ダービー部!（2018年5月21日 - 25日、関西テレビ） - 帯企画
- 週末はウマでしょ! 有馬記念神頼みSP（2018年12月17日 - 21日、フジテレビ） - 帯企画
- うまンchu（2019年6月、関西テレビ）
- 競馬魂（2019年8月 - 、フジテレビONE）
- ザ・馬券DUEL（2022年5月 - 、グリーンチャンネル）
- ノーザンファーム上場馬特集～セレクトセール2022（2022年6月 - 8月、グリーンチャンネル）
- ウダ馬なし（2022年6月30日 - 7月21日ほか、関西テレビ） - 月替わり企画
  - 麒麟川島 夢ウダ馬なし2024（2024年12月29日）  - 特番
- ダート競馬JAPAN（2023年6月 - 、グリーンチャンネル） - メインMC

配信
- 競馬予想TV! ルリカの当たりますよ〜に!!!（2014年11月1日 - 、フジテレビオンデマンド）
- netkeiba.com
  - アイビスサマーダッシュ2015予想『ヌマーシリーズ』(2015年7月31日）[122]
  - もう待てない!JBC前々夜祭なう!!（2015年11月1日）
  - すぱっと的中大作戦
〜ケイバ女子だらけのJBCレディスクラシック大検討会!（2015年11月1日)
〜JBCクラシック編〜（2016年10月31日）
  - 横山ルリカ×天童なこ『どこよりも早い!?クラシック先どり展望!』
'16（2016年1月3日) / '17（2017年1月1日）
- SHUT YOUR MOUTH!!!!!!リリース記念特番〜&ちょこっと有馬記念SP〜（2015年12月21日、AmebaFRESH!Studio）
- OBCそのだ金曜ナイター（2017年8月4日・2018年8月3日、園田競馬場/ラジオ大阪チャンネル）[123]
- サンスポZBAT!競馬×楽天競馬（2017年9月12日、競馬 サンスポZBAT!チャンネル）[124]
- ダービーグランプリ2018 直前予想検討会（2018年12月7日、楽天競馬チャンネル）
- ケイバはじめてABC講座（2025年3月31日 - 、JRA FUNチャンネル） - MC

ラジオ
- 日曜競馬ニッポン（2016年12月18日、2017年2月5日・4月30日・9月24日、2018年1月21日・11月25日、2019年1月27日・9月22日・11月24日、2021年2月7日、ニッポン放送)[125]
- OBCそのだ金曜ナイター（2017年8月4日・2018年8月3日・2019年8月2日、ラジオ大阪)
- Skyrocket Company「スカロケ競馬部」(2017年11月・12月 / 2018年5月・11月・12月 / 2019年5月・11月・12月 / 2021年5月 / 2022年5月・11月・12月 / 2023年4月・5月・11月・12月、TOKYO FM)
- スポスタ☆MIX ZONE（2021年5月、文化放送）

CM・広告・イメージモデル
- パズルダービー（2015年8月ほか - ネットドリーマーズ)[126]
- ほのぼの競馬バトル『チキチキダービー』有馬記念キャンペーン（2016年12月、ネットドリーマーズ)[127]
- サンケイスポーツ『サンスポZBAT!』イメージキャラクター（2017年4月 - 産業経済新聞社)
- 新潟競馬場『新潟秋競馬PR』CM（2017年10月20日・27日、新潟総合テレビ)

雑誌
- サンケイスポーツ日曜版『ルリカの当たりますよ〜に!!!』(2015年1月5日 - 産業経済新聞社) - 競馬重賞予想コラム
- 週刊Gallop 本誌/増刊号など（2016年4月ほか、産業経済新聞社) - 不定期掲載
- Sports Graphic Number（2016年ほか、文藝春秋) - 競馬特集・不定期掲載[128]
- 優駿（2017年10月ほか、中央競馬ピーアール・センター) - 不定期掲載
- Sportiva（2017年11月から、集英社) - WEB版 競馬G1予想コラム[129]

イベント
- 来賓室スペシャルイベント（2010年10月10日、京都競馬場）/ プレゼンター：JRA（GII）京都大賞典
- 東京盃予想&JBC展望ステージ（2015年9月30日、大井競馬場）/ プレゼンター：NAR（JpnII）東京盃
- 横山ルリカ スペシャルトークショー（2016年3月6日、中山競馬場）/ プレゼンター：JRA（GII）弥生賞
- サンスポ主催『ダービー前夜祭』(2016年5月28日、東京競馬場) / プレゼンター：JRA 欅ステークス[130]
- Summer馬フェス『横山ルリカ 大穴のルリカ来たる!』(2016年8月21日、新潟競馬場) / プレゼンター：JRA NST賞[131]
- 競馬BEAT Presents『横山ルリカの♡を射止めるのは誰だ!? ローズステークス(GII)プレゼン一本勝負!』(2016年9月18日、阪神競馬場)
- Gate J×UMAJO Presents『競馬女子あるあるトーク〜気になる馬と騎手は？〜』(2016年11月13日、JRA競馬博物館)
- サンスポ主催『有馬記念スペシャル検討会&抽選会』(2016年12月23日、中山競馬場)[132]
- すぱっと×netkeiba みんなで軍資金10倍大作戦in渋谷（2017年3月13日、東京・渋谷）[133]
- 浦和競馬ソムリエトークショー（2017年5月31日、浦和競馬場）[134]
- サンケイスポーツ盃 戸塚記念(SII) 予想トークショー（2017年9月7日、川崎競馬場）[135]
- 阪神ジュベナイルフィリーズ(GI) レース回顧（2017年12月10日、阪神競馬場）
- 2017YJSファイナルラウンド&第34回ホープフルS開催記念スペシャルトークショー（2017年12月27日、汐留公共地下歩道）
- グリーンチャンネル スペシャルトークショー（2018年7月7日、福島競馬場）
- 競馬BEAT＆うまンchu♥コラボスペシャルトーク（2018年9月16日、阪神競馬場）
- デイリースポーツ『ロジータ記念トークショー』(2018年11月28日、川崎競馬場)
- SPAT4『横山ルリカのクリスマス競馬スペシャルトーク』(2018年12月24日、Aiba札幌駅前)
- 第63回 船橋記念 (SIII) 予想トークショー（2019年1月16日、船橋競馬場）/ プレゼンター：NAR（SIII）船橋記念
- 桜花賞女子トーク !（2019年4月7日、阪神競馬場）
- 川崎マイラーズ トークショー（2019年5月15日、川崎競馬場）/ プレゼンター：NAR（SIII）川崎マイラーズ
- 競馬BEAT&うまンchuスペシャルトーク（2019年9月15日、阪神競馬場）
- 凱旋門賞レース観戦会 in東京競馬場（2019年10月6日、東京競馬場）
- 競馬BEAT&うまンchu コラボスペシャルトーク（2019年12月22日、阪神競馬場）

- サンスポZBAT!競馬
  - トークショー（2017年4月19日、大井競馬場）/ プレゼンター：NAR（JpnIII）東京スプリント
  - フローラステークス(GII) 予想検討会（2017年4月23日、東京競馬場）/ プレゼンター：JRA（GII）フローラステークス
  - サンスポZBAT!開設記念トークショー（2017年5月3日、船橋競馬場）[136]
  - 大手町ダービー予想ナイト（2017年5月26日、大手町 産経新聞東京本社）[137]
  - 産経賞セントウルステークス(GII) レース予想&抽選会（2017年9月10日、阪神競馬場）[138]
  - 産経賞オールカマー(GII) レース検討会（2017年9月24日、中山競馬場）[139]
  - エリザベス女王杯(GI) レース予想検討会（2017年11月12日、大阪ウインズ道頓堀）
  - 競馬エイト『競馬初心者教室』(2017年11月12日、大阪ウインズ道頓堀)
  - 有馬記念前夜祭2017（2017年12月23日、中山競馬場）
  - 高松宮記念(GI) 予想会（2018年3月24日、中京競馬場）
  - フローラステークス(GII) 予想検討会（2018年4月22日、東京競馬場）/ プレゼンター：JRA（GII）フローラステークス[140]
  - 日本ダービー予想ナイト in 大手町2018（2018年5月25日、大手町サンケイプラザ大ホール）[141]
  - ダービー前夜祭2018（2018年5月26日、東京競馬場）[142]
  - 横山ルリカのマーメイドステークス予想検討会（2018年6月10日、阪神競馬場）
  - 宝塚記念直前予想会〜ここだけのはなし〜（2018年6月22日、新橋Gate J.） - MC[143]
  - 戸塚記念トークショー（2018年9月12日、川崎競馬場）
  - 産経賞オールカマー(GII) レース検討会（2018年9月23日、中山競馬場）[144]
  - ZBAT!×夕刊フジ賞予想トークショー（2018年10月5日、船橋競馬場）[145]
  - サンスポvs夕刊フジ『第79回 菊花賞 予想バトル』(2018年10月19日、大阪ウインズ梅田)
  - 有馬記念前夜祭 トークショー（2018年12月22日、中山競馬場）[146]
  - 日本ダービー予想ナイト in 大手町2019（2019年5月24日、大手町サンケイプラザ大ホール）
  - ダービー前夜祭イベント in 東京競馬場（2019年5月25日、東京競馬場）
  - 戸塚記念トークショー（2019年9月4日、川崎競馬場）
  - 産経賞オールカマー(GII) レース検討会（2019年9月22日、中山競馬場）
  - 夕刊フジ×サンスポZBAT!賞 予想トークショー（2019年9月27日、船橋競馬場）
  - 有馬記念前夜祭（2019年12月21日、中山競馬場）
  - 産経賞オールカマー トークショー（2022年9月25日、中山競馬場）

### テレビ
レギュラー・冠番組・特別出演
- SDM発i（2004年1月 - 3月、フジテレビ)
  - SDM発l（2004年4月 - 10月)
- CS発!美少女箱（2004年11月 - 2005年3月、フジテレビ721・739)
- アイドリング!!!（2006年10月30日 - 2015年10月31日、フジテレビワンツーネクスト)
- アイドリング!!!日記 → アイドリング!!!（地上波版）（2007年1月 - 2015年11月、フジテレビ・フジテレビONE)
- エンタ!SELECTION（2010年1月、エンタ!371)※月担当ナビゲーター
- ルーリーうめ子のなんでもやります課???（2010年6月 - 2015年6月、Pigoo HD)[注 4]
- 渋谷LIVE! ザ・プライムショー（2012年10月 - 12月、WOWOWプライム) - 火曜リポーター
- 横山ルリカ スペシャル（2014年3月1日、スペースシャワーTV Plus)
- オトナへのトビラTV（2014年6月19日 - 2015年3月12日、NHK Eテレ) - アシスタントMC・準レギュラー
- チャンネル生回転TV Allザップ!（2014年10月7日 - 2015年3月24日・12月1日、BSスカパー!) - アシスタントMC
- THEわれめDEポン（フジテレビONE) - アシスタント
  - 24時間SP（2015年8月、2016年8月、2017年8月、2018年8月、2019年8月） / 〜虎の穴〜（2017年3月）
- ひるブラ（2016年2月 - 2017年10月、NHK総合) - リポーター・1クール毎出演
- めざましテレビ（フジテレビ系) - ココ調リポーター
  - (火曜担当 2016年4月 - 9月) / (水曜担当 2016年10月 - 2019年3月、2020年9月 - 2021年3月) / (金曜担当 2019年4月 - 2020年9月)
- Woman don't cry - Your Soundtrack on Spotify（2017年4月 - 11月、スペースシャワーTV) - MC[147]
- FIA WEC第7戦 富士スピードウェイ
  - 見所徹底紹介スペシャル（2017年8月26日、BSフジ) - ナビゲーター
  - ダイジェスト版（2017年10月29日、BSフジ) - リポーター
- バカリズム特番（2020年6月1日深夜・9月21日深夜・10月30日、フジテレビONE）
- めざまし8（フジテレビ系)
  - 金曜情報キャスター（2021年4月 - 2022年3月)
  - 情報キャスター（2022年4月 - 2025年3月) - 不定期
  - 永島優美休暇時の代理総合司会（2021年10月29日）
- ゴルフ女子 ヒロインバトル（2022年3月・8月、2023年2月・3月、BS12 トゥエルビ） - 月替わり出演
- ゴルフ☆パラダイス（2023年5月 - 6月 / 6月 - 7月、山陰中央テレビ / ゴルフネットワーク）

### ドラマ
- ごくせんスピンオフ! (2008年4月19日配信開始、第2日本テレビ) - 女子高生 役
- スペシャルドラマ『キボウノミチ』(2011年11月20日、東北放送) - 主演・岡本詩織 役
- 馬子先輩の言う通り 11・12話 (2015年12月18日・25日、フジテレビ) - 谷野 役
- やすらぎの刻〜道 95話 (2019年8月16日、テレビ朝日)

### 映画
- 喧嘩番長 劇場版〜一年戦争 (2011年5月公開、ジョリー・ロジャー) - 白鳥綾乃 役
- 骨壺 (2012年5月公開、ジョリー・ロジャー) - 赤星美津子 役
- アルプス女学園 (2014年9月公開、トリプルアップ) - 渡辺靖代 役
- トイレの花子さん新章 〜花子VSヨースケ〜 (2016年7月公開、チャンス イン) - 村上亜季 役

### 音楽イベント
主催ライブ
- 『ラピスラズリ』スペシャルイベント (2014年4月28日、ヤマハ銀座スタジオ)
- 横山ルリカ ソロデビュー1周年記念イベント (2014年6月19日、ヤマハ銀座スタジオ)
- 横山ルリカ プレワンマンライブ (2014年9月26日、shibuya duo MUSIC EXCHANGE)
- 「七色のプリズム」曲順予想スペシャルライブ (2015年5月15日、渋谷パルコ2.5D)
- 「SHUT YOUR MOUTH!!!!!!」発売前夜スペシャルリクエストライブ (2015年12月15日、ヤマハ銀座スタジオ)
- 横山ルリカ 〜クリスマスイブ・スペシャルライブ〜 (2015年12月24日、ヤマハ銀座スタジオ)
- 『ミチシルベ』リリース前夜祭スペシャルライブ (2016年11月29日、ヤマハ銀座スタジオ)
- 横山ルリカ 〜クリスマス・スペシャルライブ〜 (2016年12月25日、J-POP CAFE SHIBUYA)
- 横山ルリカ 26th Birthday Event (2017年9月27日、銀座)

フェス・客演・対バンライブ
- TOKYO IDOL FESTIVAL（フジテレビ本社屋）
2013:SMILE GARDEN（2013年7月28日、ウエストプロムナード公園広場）
2016（2016年8月6日）
- NAGOYA BEAUTY LIVE 2014（2014年3月15・16日、オアシス21銀河の広場）

イベント
- OTODAMA SEA STUDIO（鎌倉由比ヶ浜・音霊SEA STUDIO）
  - 『KAWAII 2014』（2014年7月13日）
  - 『ハダケテ2015'』（2015年7月5日）
- OTODAMA 空FES 2015〜冬、空に一番近い祭〜
  - 『WE LOVE YOU』（2015年11月23日、ダイバーシティ東京）
- 夏サカス イベント（赤坂サカス デリシャカスステージ）
  - 2014『横山ルリカ Summer Live inデリシャカス』（2014年8月24日）
  - 2015『横山ルリカ Live inデリシャカス』（2015年8月11日）
- 24時間テレビ 「愛は地球を救う」チャリティーライブ
  - 37（2014年8月30日、名古屋市内各所）
  - 38（2015年8月23日、パワードーム半田・名古屋市内各所）
- 中京テレビ秋まつり『CHUKYO OASIS LIVE 2015』（2015年10月12日、オアシス21銀河の広場）
- トヨタホームリンク『氷じゃないスケートリンク』横山ルリカLive（2015年11月29日、オアシス21銀河の広場）
- YATSUI FESTIVAL! 2016（2016年6月19日、渋谷Glad）
- Booing!!!LUKA 20th Anniversary Festival（2016年8月14日、渋谷マウントレーニアホール）
- YURICAL FES 2016（2016年12月22日、渋谷WWW X）[148]
- Tokyo E-sports Festival（2017年11月18日、お台場フジテレビ本社屋）

### 舞台
- エステー化学 presents『こころ洗うミュージカル「赤毛のアン」』(2005年8月・2006年8月)
- スタンダードソング『Knockout Brother-X-』(2009年12月23日 - 27日、全労済ホールスペース・ゼロ) - アイネ（綾瀬愛音）役
- office inveider produce stage #01『100LIFE』(2010年4月23日 - 25日全5回公演、前進座) - 主演 チヒロ 役
- office inveider『ロッカールームに眠る僕の知らない戦争』(2012年5月11日 - 13日、伝承ホール) - 純子 役
- エアースタジオ『GO, JET!GO!GO! 〜I LOVE YOUが言えなくて〜』(2012年10月24日 - 28日、SPACE107) - あかね 役

### 配信テレビ・アプリ
- 横山ルリカ プレミアム放送/オフィシャル生放送（2011年12月26日 - 2015年7月7日 AmebaStudio）/（2015年9月1日・12月21日、AmebaFRESH!Studio）
- NAGARAプライムショー（2013年1月 - 3月、Ustream） - ニュースハンター[注 5]
- 横河放課後学習塾（2013年11月19日 - 2015年7月7日、AmebaStudio）
- 週刊ジョージア『妄想カノジョ 横山ルリカ』（2014年3月17・19・21日、KADOKAWA）
- 横山ルリカのアメーバ、海の家はじめました。 （2014年7月13日、AmebaStudio）
- アルプス女学園に入学しよう!（2014年9月16日、SHOWROOM）
- 「七色のプリズム」曲順予想スペシャルライブ（2015年5月15日、2.5D）
- AbemaPrime（2016年5月25日ほか、AbemaTV） - MCキャスター(準レギュラー）[149]
- 横山ルリカ Live.me（2017年5月 - 8月、キングソフト）

### ラジオ番組
- アイドリング!!! 横山ルリカと河村唯のオールナイトニッポンモバイル（2010年2月、ニッポン放送モバイル1242、レコチョク） - 携帯配信ラジオ
- 横山ルリカの金8スペシャル（2011年12月30日、ニッポン放送） - メインパーソナリティー
- 横山ルリカの教えて9ださい（2014年1月 - 6月、NACK5『The Nutty Radio Show おに魂』月曜に内包） - メインパーソナリティー
- TOKYO TEPPAN FRIDAY（2020年4月 - 、TOKYO FM） - メインパーソナリティー

### CM・広告・イメージモデル
- PERSON'S イメージガール（2003年）
- かぶちゃん農園「市田柿」（2007年、ケフィア・アグリ）
- 代々木ゼミナール スチール（2007 - 2008年、学校法人高宮学園）
- 八都県市首脳会議エコキャンペーン（2009年10月）

PR（単発）
- 加賀町警察署 一日警察署長（2016年9月30日、神奈川県警察）
- 映画『東京喰種-S-』公開記念レセプション（2019年7月15日）
- ドナルド・マクドナルド・ハウス
  - 支援チャリティラン＆ウォーク2021 全力応援サポーター（2021年11月21日）
  - 青いマックの日 チャリティラン＆ウォーク応援PR（2022年11月6日）
- 伊勢佐木警察署 一日警察署長（2022年10月11日、神奈川県警察）

### ファッションショー
- 東京ガールズコレクション 2011S/S (2011年3月5日、国立代々木競技場第一体育館)
- Girls Award 2013A/W (2013年9月28日、国立代々木競技場第一体育館)

## 書籍

### 雑誌
表紙
- ヤングガンガン（2009年3月19日・6月19日・11月20日・2010年4月2日・2011年1月21日、スクウェア・エニックス）
- B.L.T.U-17 Vol.10（2009年5月8日、東京ニュース通信社) - 表紙(B side）
- 週刊アスキー（2010年6月8日・2013年10月8日・2014年7月7日、KADOKAWA）[150]
- フォトテクニックデジタル（2010年3月、玄光社）
- モトチャンプ（2010年4月、三栄書房）
- 週刊少年チャンピオン（2011年4月14日、秋田書店）
- ヤングアニマル（2011年5月27日、白泉社）
- アームズマガジン（2011年6月27日・7月27日、ホビージャパン）
- EX大衆（2013年6月15日、双葉社）
- サッカーゲームキング（2013年9月24日、朝日新聞出版）
- 音事協WEBマガジン Vol.23（2013年9月、日本音楽事業者協会）
- ビッグコミックスピリッツ Vol.9（2014年1月27日、小学館）
- B-ex vol.17（2015年7月13日、CSJ）
- iSP #1（2015年11月30日、iDolspot）[151]
- 週刊Gallop（2016年4月25日、産業経済新聞社）

### トレーディングカード
- 横山ルリカ オフィシャルカードコレクション『るりんこ姫襲撃』(2009年7月18日、さくら堂)[152]
- 横山ルリカ トレーディングカード (2012年12月8日、ヒッツリミテッド)[153]

### カレンダー
発売元：トライエックス
- 横山ルリカ 2010年度カレンダー（2009年9月19日）[154]
- 横山ルリカ 2011年度カレンダー（2010年10月23日）[155]
- 横山ルリカ 2012年度カレンダー（2011年10月29日）[156]
- 横山ルリカ 2013年度カレンダー（2012年10月13日）[157]
- 横山ルリカ 2014年度カレンダー（2013年10月19日）[158]
- 横山ルリカ 2015年度カレンダー（2014年10月18日）[159]
- 横山ルリカ 2016年度カレンダー（2015年10月3日）[160]
- 横山ルリカ 2017年度カレンダー（2016年11月5日）[161]
- 横山ルリカ 2018年度カレンダー（2017年10月28日）
- 横山ルリカ 2019年度カレンダー（2018年10月13日）
- 横山ルリカ 2020年度カレンダー（2019年11月2日）
- 横山ルリカ 2021年度カレンダー（2020年10月17日）
- 横山ルリカ 2022年度カレンダー（2021年10月30日）[162]
- 横山ルリカ 2023年度カレンダー（2022年10月29日）
- 横山ルリカ 2024年度カレンダー（2023年10月28日）
- 横山ルリカ 2025年度カレンダー（2024年10月26日）